# Nieuport 81
Le Nieuport 81 était un avion d'entraînement militaire et civil, fabriqué en France par Nieuport dans l'entre-deux-guerres.